# Далека Іспанія

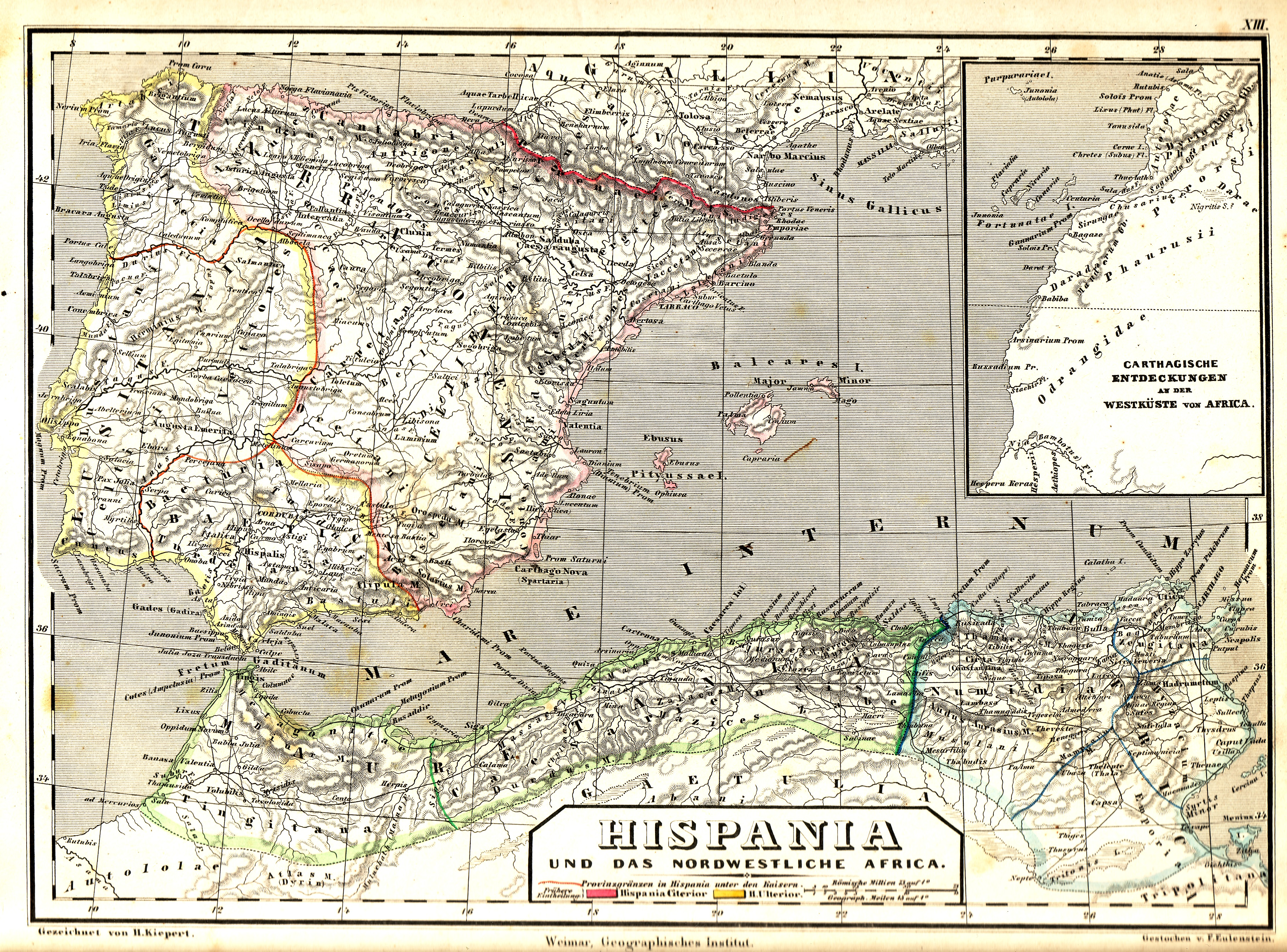
Далека Іспанія
Близька Іспанія

Далека і Близька Іспанії.

Підкорення Іспанії.

Дале́ка Іспа́нія, або Да́льня Іспа́нія (лат. Hispania Ulterior) — у 197—19 роках до н.е. провінція Римської Республіки на півдні Іспанії (Піренейського півострова). Первісно займала землі у долині річки Бетій (Гвадалквівір), біля Альборанського моря (сучасна Андалусія і Гібралтар). Згодом розширена на північний захід шляхом підкорення римлянами центральних іспанських теренів, а також Атлантичного узбережжя (сучасні Естремадура, Кастилія-Леон, Галісія, а також Португалія). Найбільшими містами були Кордуба (Кордова), Гадес (Кадіс), Олісіпо (Лісабон). Перестала існувати внаслідок реформ Цезаря Августа. Розділена на дві провінції — Бетику на півдні і Лузітанію на заході. Північні терени увійшли до складу провінції Тарраконська Іспанія.

## Історія
Велику частину Другої Пунічної війни Іспанія знаходиться під владою карфагенян. Незабаром римляни відвоювали їх володіння. У результаті реформ Августа після остаточного завоювання піренейського півострова римлянами, що закінчився Кантабрською війною, Далека Іспанія була розбита на провінції Лузітанія і Бетика, а частина її території, що приблизно збігалася з сучасною Галісією, відійшла до провінції Тарраконська Іспанія. Провінція була під владою претора. Римські імператори Траян, Адріан, Марк Аврелій та Феодосій I Великий народилися в Іспанії. При Гонорії Іспанію захопили вестготи.

## Намісники
- 217 до н. е.-212 до н. е. - Publius Cornelius Lucius filius Lucius nepos Scipio, proconsul Hispaniae
- 211 до н. е.-206 до н. е. - Publius Cornelius Publius filius Lucius nepos Scipio Africanus, proconsul Hispaniae
- 205 до н. е.-200 до н. е. - Lucius Manlius Acidinus, proconsul Hispaniae Ulterior
- 195 до н. е. - Appius Claudius Nero, praetor Hispaniae Ulterior
- 194 до н. е. - Publius Cornelius Gnaeus filius Lucius nepos Scipio Nasica, praetor Hispaniae Ulterior
- 189 до н. е. - Lucius Baebius Dives, praetor Hispaniae Ulterior
- 186 до н. е. - Gaius Calpurnius Gaius filius Gaius nepos Piso, praetor Hispaniae Ulterior
- 184 до н. е. - Publius Sempronius Longus, praetor Hispaniae Ulterior
- 182 до н. е. - Publius Manlius, praetor Hispaniae Ulterior
- 180 до н. е. - Lucius Postumius Aulus filius Aulus nepos Albinus, praetor Hispaniae Ulterior
- 173 до н. е. - Gaius Matienus, praetor Hispaniae Ulterior
- 172 до н. е. - Spurius Lucretius, praetor Hispaniae Ulterior
- 167 до н. е. - Lucius Licinius Nerva, praetor Hispaniae Ulterior
- 155 до н. е. - Manius Manlius, praetor Hispaniae Ulterior
- 154 до н. е. - Lucius Calpurnius Gaius filius Gaius nepos Piso, praetor Hispaniae Ulterior
- 153 до н. е. - Lucius Mummius Lucius filius Lucius nepos Achaicus, praetor Hispaniae Ulterior
- 152 до н. е. - Marcus Atilius Serranus, praetor Hispaniae Ulterior
- 151 до н. е. - Servius Sulpicius Servius filius Publius nepos Galba, praetor Hispaniae Ulterior
- 148 до н. е. - Gaius Plautius Hypsaeus, praetor Hispaniae Ulterior
- 115 до н. е. - Gaius Marius Gaius filius Gaius nepos, praetor Hispaniae Ulterior
- 114 до н. е. - Gaius Marius Gaius filius Gaius nepos, propraetor Hispaniae Ulterior
- 113 до н. е. - Lucius Calpurnius Lucius filius Lucius nepos Piso Frugi, praetor Hispaniae Ulterior
- 96 до н. е.-200 до н. е. - Publius Licinius Marcus filius Publius nepos Crassus, proconsul Hispaniae Ulterior
- 93 до н. е. - Publius Cornelius Publius filius Publius nepos Scipio Nasica, praetor Hispaniae Ulterior
- 79 до н. е.-71 до н. е. - Quintus Caecilius Quintus filius Lucius nepos Metellus Pius, proconsul Hispaniae Citerior et Hispaniae Ulterior
- 61 до н. е.-60 до н. е. - Gaius Iulius Gaius filius Gaius nepos Caesar, propraetor Hispaniae Ulterior
- 49 до н. е. - Gnaeus Calpurnius Gnaeus filius Gnaeus nepos Piso, proquaestor Hispaniae Ulterior pro praetore potestate
- 48 до н. е.-47 до н. е. - Quintus Cassius Longinus, propraetor Hispaniae Ulterior